# Atschin (Distrikt)
Atschin (paschtunisch اچين ولسوالۍ) ist ein Distrikt in der afghanischen Provinz Nangarhar. Die Fläche beträgt 235,6 Quadratkilometer und die Einwohnerzahl 55.900 (Stand: 2022).
Der Hauptort des Distrikts, der an der Grenze zu Pakistan liegt, ist Sra Kala.

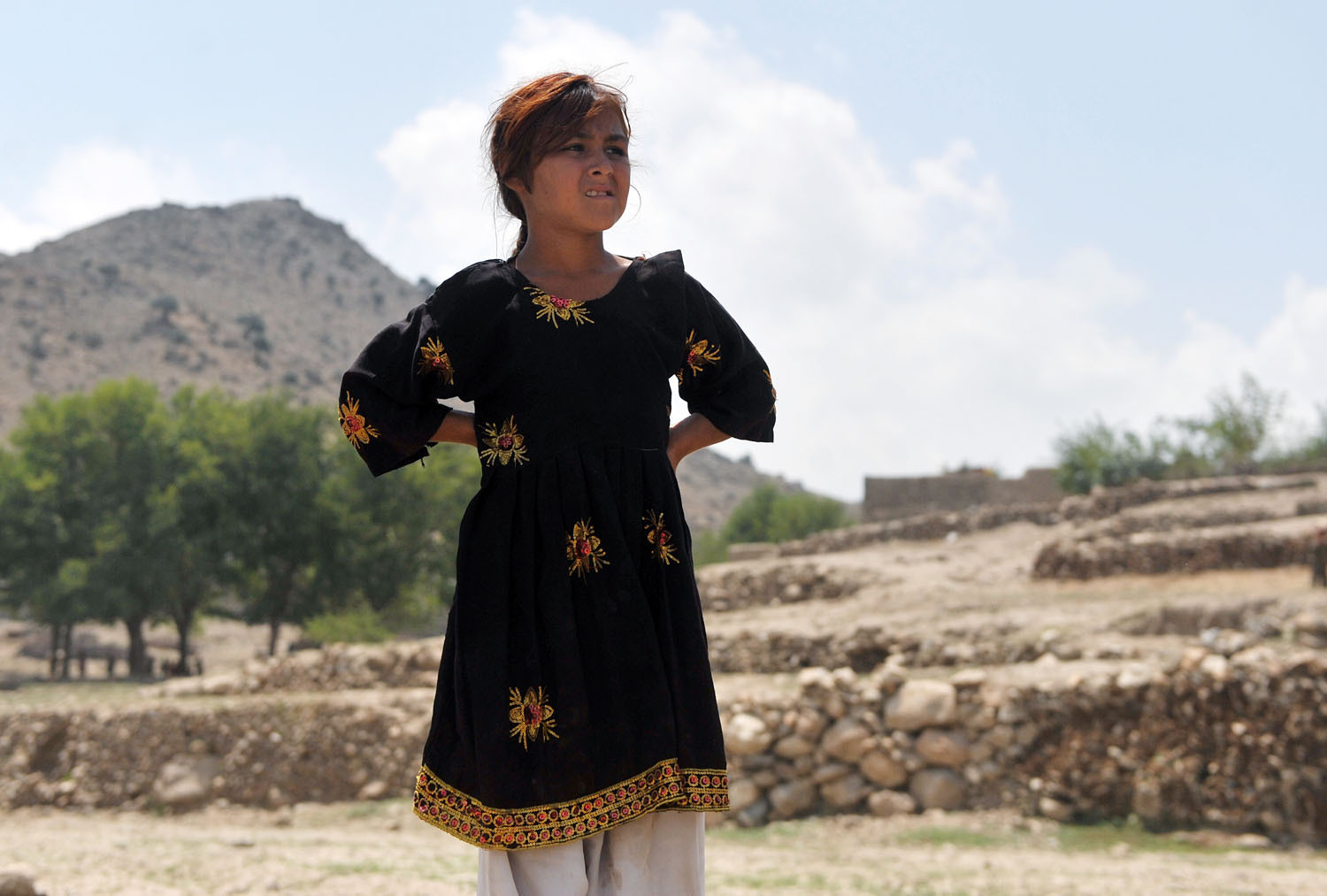
Mädchen beobachtet Soldaten (2011)
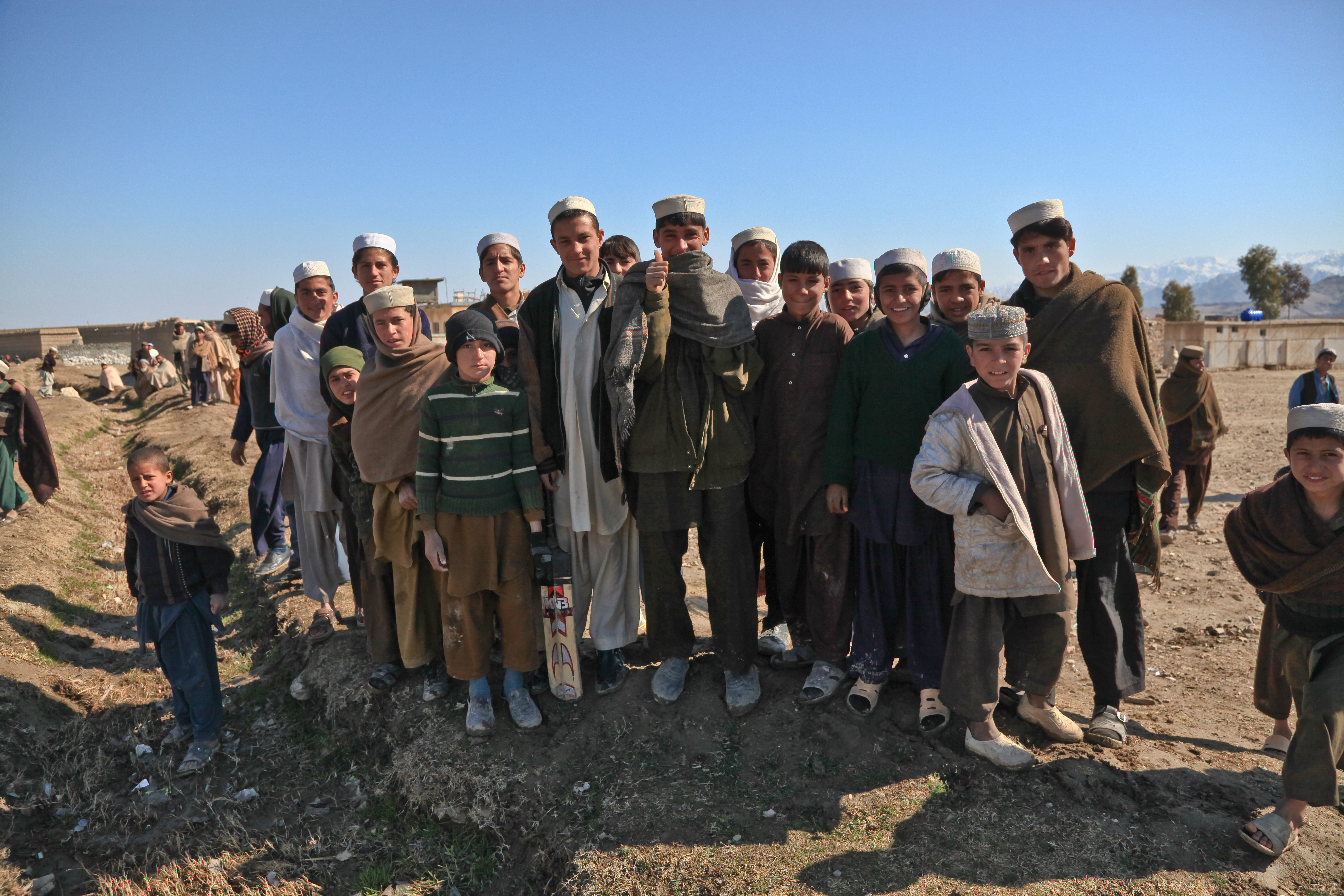
Afghanische Knaben (2012)
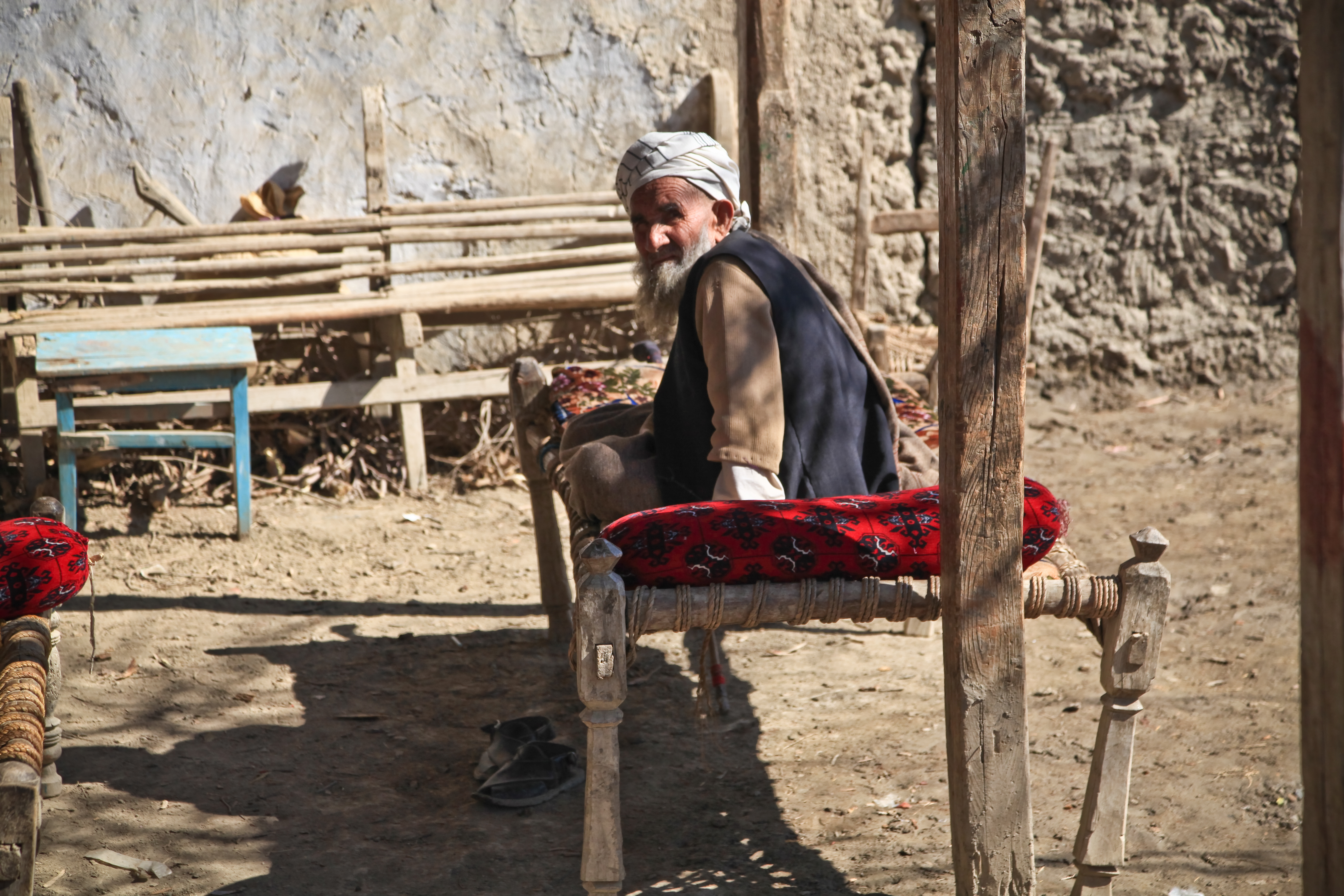
Dorfältester (2012)
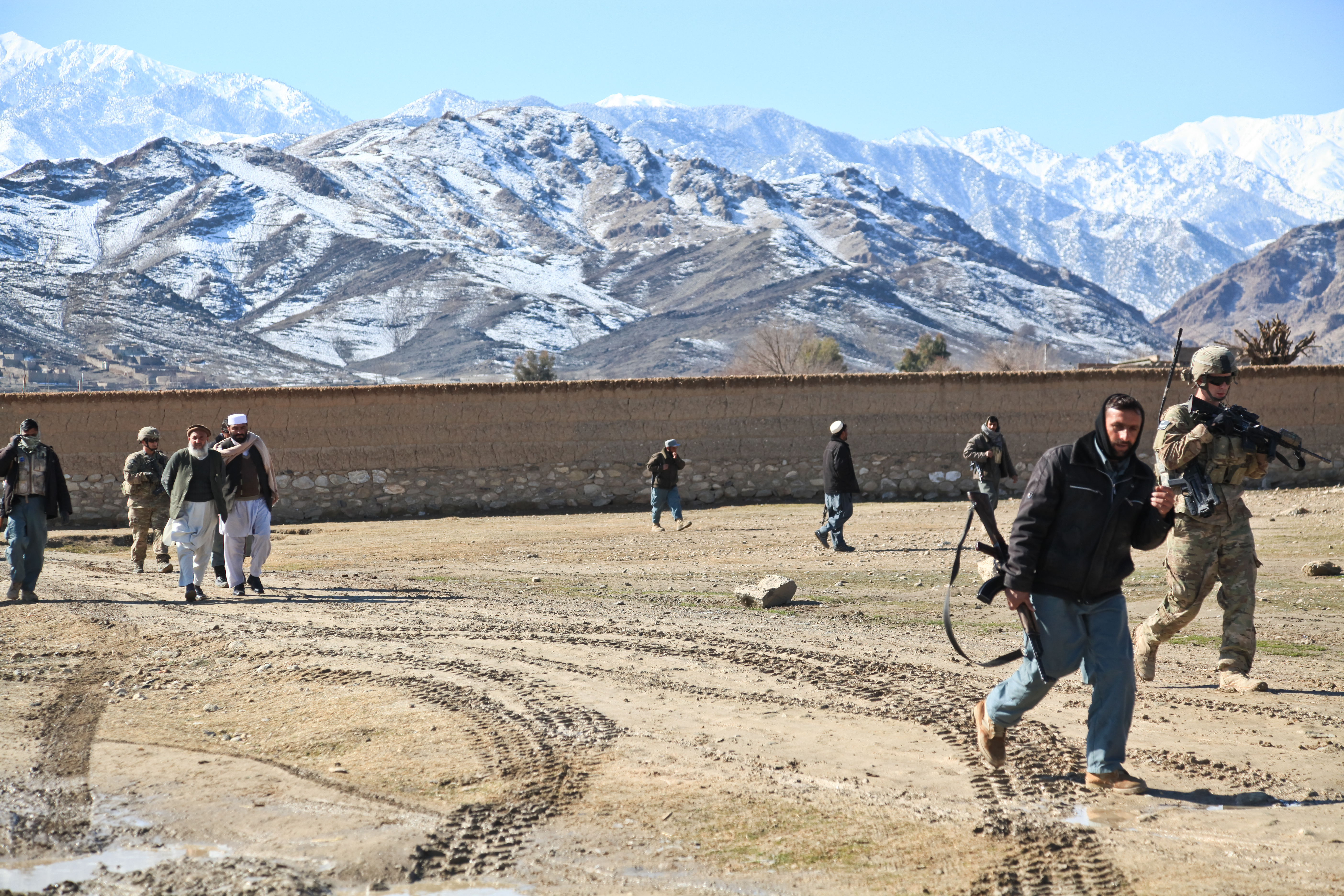
Gemischte US-afghanische Patrouille (2012)